# Grubogoniki
Grubogoniki (Sminthopsinae) – podrodzina ssaków z rodziny niełazowatych (Dasyuridae).

## Występowanie
Podrodzina obejmuje gatunki występujące w Australii i Papui-Nowej Gwinei.

## Podział systematyczny
Do podrodziny należą następujące rodzaje:
- Ningaui M. Archer, 1975 – nocołazik
- Antechinomys Krefft, 1867 – kultar
- Sminthopsis O. Thomas, 1887 – grubogonik